# Mateus I de Foix
Mateus I foi visconde de Castelbo e senhor de Montcada. Sucedeu a seu pai Roger Bernardo IV após o falecimento deste em 1381.

## Vida e obras
Ascendeu ao governo sem previsão de maior grandeza mas, no mesmo 1381, o assassinato de Gastão, filho de Gastão III Febus, deixou ao conde de Foix e visconde de Béarn sem herdeiros. Ainda que o rei da França foi designado sucessor, Mateus, em estreita aliança com João I conde de Barcelona, preparou sua reclamação. Com a morte de Gastão Febus anunciou-se o casamento de Mateus com Joana de Aragão, filha do conde de Barcelona (casamento formalizado em 1393) e o visconde viajou aos domínios que reclamava donde confirmou e ainda estendeu os privilégios e liberdades de seus súditos recebendo a homenagem dos feudatários. As negociações da corte catalã com a francesa tiveram êxito e Carlos VI da França renunciou ao acordo formalizado com Gastão Febus (o Tratado de Tolosa) que o tornaria em herdeiro. Em uma carta datada em Tours em 20 de dezembro de 1391 o rei francês reconhecia a Mateus I, que lhe prestava homenagens por suas posses em Foix e Béarn. Também os filhos bastardos de Gastão Febus reconheceram a Mateus.
Mateus I morreu subitamente em 1398, sem ter descendentes. Levava os títulos seguentes:
- Visconde de Castelbo
- Senhor de Montcada e Castellvell
- Conde de Foix
- Visconde de Béarn, Marsan, Oloron, Gabarret, Brulhes e Lautrec
- Senhor de Andorra, Donasà (Donauzan) e Nebouzan.